# Bertrand Mogniat-Duclos
Bertrand Mogniat-Duclos est un peintre, dessinateur et illustrateur français né à Sedan (Ardennes) le 24 avril 1903 et mort à Clichy-La-Garenne (Hauts-de-Seine) le 2 janvier 1987. 
Il vécut successivement au 72, rue Notre-Dame-des-Champs dans le 6e arrondissement de Paris et au 9, rue Campagne-Première dans le 14e arrondissement de la même ville.

## Biographie
Bertrand Mogniat-Duclos, après une enfance passée dans la résidence familiale « La Feredie » située à Furonnières dans le commune de Claix (Isère), se fixe rapidement à Paris. Travaillant avec Amédée de La Patellière dont il est l'ami, il en garde « le sens d'une construction ferme des volumes et de l'équilibre de la composition ».

## Expositions

### Exposition personnelle
- Galerie de l'atelier d'art moderne Primavera (Le Printemps), 64, boulevard Haussmann, Paris, 1926[3].
- Galerie Bernheim-Jeune, Paris, 1940.
- Galerie Katia Granoff, Paris, de 1944 à 1955.
- Rétrospective Bertrand Mogniat-Duclos, Villa Antiqua, 34, rue de Penthièvre, Paris, 2006.

### Exposition collective
- Le Temps présent, galerie de "Beaux-Arts", faubourg-Saint-Honoré, Paris, février 1935[4].
- Salon des Tuileries, Paris, 1936.
- Salon d'automne, Paris, à partir de 1943, sociétaire en 1946[5].
- Les peintres du Salon d'automne, musée d'art et des métiers d'art, Vienne (Autriche), juillet 1946.
- Peinture française des Balkans, exposition itinérante organisée par le musée d'Art moderne de la ville de Paris, Sofia, Bucarest, Athènes, Budapest, 1946, 1947.
- Toits de France - François Desnoyer, Raoul Dufy, Marcel Gromaire, Pierre Hodé, Bertrand Mogniat-Duclos, André Planson, Maurice Savin, Louis Valtat, Maurice de Vlaminck, Jules Zingg, galerie de l'atelier d'art moderne Primavera, mai 1947.
- Jean Edelmann, Robert Humblot, Bertrand Mogniat-Duclos, Roland Oudot, Robert Pikelny, galerie Allard, Paris, septembre 1948.
- Yves Brayer, François Desnoyer, Albert Marquet, Bertrand Mogniat-Duclos, Charles Walch, Courbevoie, mai 1950.
- Salon des artistes français (sociétaire), Paris, 1967, 1968, 1971.
- Participations non datées : Salon des indépendants, Paris.

## Vente
- Dumousset et Debureaux, commissaires-priseurs, Mogniat-Duclos, œuvres sur papier - Vente d'atelier, hôtel Drouot, Paris, 13 novembre 1991.

## Réception critique
- « L'œuvre de Mogniat-Duclos s'inscrit au point de rencontre de l'expressionnisme du début du siècle avec la nouvelle génération qui comprend entre autres La Patellière, Charles Dufresne et Marcel Gromaire. » - René Huyghe, de l'Académie française[6]
- « Les vers de Gérard de Nerval : Je suis le ténébreux, le veuf, l'inconsolé, - Le prince d'Aquitaine à la tour abolie, - Ma seule étoile est morte… semblent avoir été écrits pour Mogniat-Duclos. » - Katia Granoff[7]
- « Imprécision des lignes, indication vague des volumes, tant de flou donne à sa facture une atmosphère que l'on peut appeler symboliste. » - Gérald Schurr[3]
- « On a pu dire qu'il anime ses paysages de personnages pensifs. De l'ensemble de ses peintures se dégage un sentiment de calme. » - Dictionnaire Bénézit[2]

## Collections publiques
- Beyrouth, musée daheshiste des beaux-arts[1].
- Paris :
  - Direction générale de l'aviation civile : Paysage, huile sur toile, 60 × 73 cm, dépôt du Centre national des arts plastiques[8].
  - musée d'art moderne de la ville de Paris[1].
- Saint-Mandé : fresque murale[Où ?].